# Landorthe
Landorthe (em occitano:  Era Andòrta) é uma comuna francesa na região administrativa da Occitânia, no departamento do Alto Garona. Estende-se por uma área de 9.65 km², com 1.000 habitantes, segundo o censo de 2018, com uma densidade de 100 hab/km².